# Demon Days
Demon Days ist das am 11. Mai 2005 veröffentlichte zweite Studioalbum und ein Konzeptalbum des durch fiktive Zeichentrickfiguren repräsentierten Musikprojekts Gorillaz. Das Album entstand zusammen mit De La Soul, Neneh Cherry, Martina Topley-Bird, Roots Manuva, MF DOOM, Ike Turner, Bootie Brown von The Pharcyde, mit Shaun Ryder und Dennis Hopper sowie mit dem London Community Gospel Choir und dem Children’s Choir of San Fernandez. Auf textlicher Ebene befasst sich das Konzeptalbum metaphernreich mit Themen der planetaren Grenzen, der globalen Umweltkrise (v. a. Vermüllung) und der Sorge um eine verstellte Zukunft.

## Trackliste
1. Intro – 1:03
2. Last Living Souls – 3:10
3. Kids with Guns – 3:47
4. O Green World – 4:32
5. Dirty Harry – 3:43
6. Feel Good Inc. – 3:41
7. El Mañana – 3:50
8. Every Planet We Reach Is Dead – 4:53
9. November Has Come – 2:41
10. All Alone – 3:30
11. White Light – 2:08
12. Dare – 4:04
13. Fire Coming Out of the Monkey's Head – 3:16
14. Don’t Get Lost in Heaven – 2:00
15. Demon Days – 4:28

## Personen

### Musiker
- Damon Albarn – Gesang, Keyboard, Akustische Gitarre, Synthesizer, Melodica.
- Danger Mouse – Percussion, Drumcomputer, Samples.
- Jason Cox – Bass, Gitarre, Schlagzeug, Drumcomputer.
- James Dring – Schlagzeug, Drumcomputer
- Cass Browne – Schlagzeug
- Simon Tong – zusätzliche Gitarre (tracks 2, 4, 6–7, 10)
- Morgan Nicholls – Bass
- Sally Jackson – Violine (tracks 2, 5, 7–8, 10, 15)
- Stella Page – Viola (tracks 2, 5, 7–8, 10, 15)
- Amanda Drummond (tracks 2, 5, 7–8, 10, 15)
- Al Mobbs – Kontrabass (tracks 2, 5, 7–8, 10, 15)
- Emma Smith – Kontrabass (tracks 2, 5, 7–8, 10, 15)
- Prabojte Osahn – Violine (tracks 2, 5, 8, 10, 15)
- Neneh Cherry – Gesang (track 3)
- Bootie Brown – Rap (track 5)
- San Fernandez Youth Chorus – Chor (track 5)
- De La Soul – Rap (track 6)
- Antonia Pagulatos (track 7)
- Ike Turner – Piano (track 8)
- MF Doom – Rap (track 9)
- Roots Manuva – Rap (track 10)
- Martina Topley-Bird – Gesang (track 10)
- Shaun Ryder – Gesang (track 12)
- Rosie Wilson – Gesang (track 12)
- Dennis Hopper – Sprecher (track 13)
- London Community Gospel Choir – Chor (tracks 14–15)

### Illustration
- Jamie Hewlett – Illustrationen, Design
- Zombie Flesh Eaters – Illustrationen, Design

## Rezeption
Demon Days wurde bei den BRIT Awards 2006 für eine Auszeichnung in der Kategorie Bestes britisches Album nominiert.

### Kritiken
Das Album wurde von der Kritik überwiegend positiv aufgenommen und erhielt durchschnittliche bis sehr gute Wertungen. Der NME gab ihm 8 von 10 möglichen Punkten und bezeichnete es als pretty clever (dt. ziemlich clever). Bei Allmusic erreichte es 4½ von 5 Sternen, während es bei Pitchfork Media 6,9 von 10 Punkten bekam. Die britische Musikzeitschrift Mojo stellte es auf Platz 18 der 50 besten Alben des Jahres 2005.

## Kommerzieller Erfolg

### Chartplatzierungen
Das Album stieg auf Nr. 1 in den UK-Charts, auf Nr. 2 in den deutschen Charts und auf Nr. 6 in den US-Charts ein und verkaufte sich bis zum Jahr 2006 weltweit über sechs Millionen Mal. Aus dem Album wurden die Singles Feel Good Inc., Dare, Dirty Harry und Kids with Guns/El Mañana ausgekoppelt.
| ChartsChartplatzierungen       | Höchstplatzierung | Wochen |
| ------------------------------ | ----------------- | ------ |
| Deutschland (GfK)              | 2 (45 Wo.)        | 45     |
| Österreich (Ö3)                | 3 (43 Wo.)        | 43     |
| Schweiz (IFPI)                 | 1 (34 Wo.)        | 34     |
| Vereinigte Staaten (Billboard) | 6 (73 Wo.)        | 73     |
| Vereinigtes Königreich (OCC)   | 1 (78 Wo.)        | 78     |

| ChartsJahrescharts (2005)      | Platzierung |
| ------------------------------ | ----------- |
| Deutschland (GfK)              | 28          |
| Österreich (Ö3)                | 21          |
| Schweiz (IFPI)                 | 31          |
| Vereinigte Staaten (Billboard) | 41          |
| Vereinigtes Königreich (OCC)   | 5           |

| ChartsJahrescharts (2006)      | Platzierung |
| ------------------------------ | ----------- |
| Vereinigte Staaten (Billboard) | 67          |
| Vereinigtes Königreich (OCC)   | 42          |

### Auszeichnungen für Musikverkäufe
| Land/Region                  | Auszeichnungen für Musikverkäufe (Land/Region, Auszeichnung, Verkäufe) | Verkäufe    |
| ---------------------------- | ---------------------------------------------------------------------- | ----------- |
| Argentinien (CAPIF)          | Gold                                                                   | 20.000      |
| Australien (ARIA)            | 3× Platin                                                              | 210.000     |
| Dänemark (IFPI)              | 4× Platin                                                              | 80.000      |
| Deutschland (BVMI)           | Platin                                                                 | 600.000     |
| Europa (IFPI)                | 2× Platin                                                              | (2.000.000) |
| Frankreich (SNEP)            | Platin                                                                 | 200.000     |
| Irland (IRMA)                | 5× Platin                                                              | 75.000      |
| Italien (FIMI)               | Gold                                                                   | 25.000      |
| Japan (RIAJ)                 | Gold                                                                   | 100.000     |
| Kanada (MC)                  | 2× Platin                                                              | 200.000     |
| Mexiko (AMPROFON)            | Gold                                                                   | 50.000      |
| Neuseeland (RMNZ)            | 5× Platin                                                              | 75.000      |
| Österreich (IFPI)            | Platin                                                                 | 30.000      |
| Polen (ZPAV)                 | Platin                                                                 | 20.000      |
| Portugal (AFP)               | Platin                                                                 | 20.000      |
| Russland (NFPF)              | Platin                                                                 | 20.000      |
| Schweiz (IFPI)               | Gold                                                                   | 15.000      |
| Vereinigte Staaten (RIAA)    | 2× Platin                                                              | 2.000.000   |
| Vereinigtes Königreich (BPI) | 6× Platin                                                              | 1.800.000   |
| Insgesamt                    | 5× Gold · 35× Platin ·                                                 | 5.140.000   |

## Bonusmaterial
- 68 State (japanische Version) – 4:44
- People (japanische Version) – 3:26
- Hong Kong (live im Manchester Opernhaus)

In Europa erschien das Album im Jahr 2005 auch in einer limitierten Sonderauflage, die eine zusätzliche DVD mit umfangreichem Bonusmaterial beinhaltet. Auf der DVD befinden sich mit dem Stück Swagga ein weiterer Bonustitel im Audioformat, mehrere Videos und Animationen sowie Zugangscodes zu Bereichen auf der Band-Website, die weiteres Bonusmaterial enthalten – darunter das zunächst nur auf diesem Wege erhältliche Bonus-Stück Happy Landfill zum Herunterladen im MP3-Audioformat.

## Singles
- Feel Good Inc. (feat. De La Soul)
- Dare (feat. Shaun Ryder)
- Dirty Harry (feat. Bootie Brown)
- Kids with Guns/El Mañana (Kids with guns feat. Neneh Cherry)